# Michael Ziche
Michael Ziche (* 9. September 1961 in Salzwedel) ist ein deutscher Politiker (CDU). Er war von 2008 bis 2022 Landrat des Altmarkkreises Salzwedel.

## Leben
Nach der Schule absolvierte Ziche eine Ausbildung zum Agrotechniker und Mechanisator. Nach Ableistung seiner Armeezeit wurde Ziche in der Verwaltung tätig. Während seiner beruflichen Laufbahn war er unter anderem Angestellter des Arbeitsamtes mit Zuständigkeit für Fragen des Zivildienstes. Nach der Wende wurde er in der Kreisverwaltung tätig und leitete das Hauptamt. Anschließend wurde er Kreiskämmerer. 2008 kandidierte er für das Amt des Landrats des Altmarkkreises Salzwedel. Nachdem am 24. Februar 2008 in der ersten Runde kein Kandidat die erforderliche Mehrheit erringen konnte, setzte sich Ziche in der Stichwahl am 9. März gegen den Amtsinhaber Hans-Jürgen Ostermann (SPD) durch. Ziche trat das Amt im Juli an. Am 4. September 2014 wurde er zum Präsidenten des Landkreistages Sachsen-Anhalt gewählt und löste damit Ulrich Gerstner ab.
Am 22. Februar 2015 wurde er mit 74 % der abgegebenen Stimmen als Landrat wiedergewählt. Das Amt nahm er von Juli 2008 bis Juli 2022 wahr.
Ziche ist seit 1981 verheiratet und hat zwei Töchter.